# 8382 Mann
8382 Mann eller 1992 SQ26 är en asteroid i huvudbältet som upptäcktes den 23 september 1992 av den tyske astronomen Freimut Börngen vid Tautenburg-observatoriet. Den är uppkallad efter de tyska författarna Thomas Mann och Heinrich Mann.
Asteroiden har en diameter på ungefär 4 kilometer.